# Muckle Roe
Die Insel Muckle Roe gehört zur Inselgruppe der Shetland-Inseln und liegt im Atlantik nordwestlich von Schottland. Sie gehört zur Civil parish und zur Community Council Area Delting.
Sie ist mit Mainland, der Hauptinsel der Shetland-Inseln, durch eine Brücke über den nur wenige Meter breiten Roe Sound verbunden. Die hügelige Insel ist fast rund und hat bei einem Durchmesser von etwa 5 km eine Fläche von 18 km². Die höchste Erhebung beträgt 169 Meter.
Die meisten der 130 Einwohner leben verstreut über die Insel in einzelnen Gehöften von Landwirtschaft und Fischerei. Da die Insel keine archäologischen Sehenswürdigkeiten besitzt, spielt der Tourismus praktisch keine Rolle.